# Strupin Duży
Strupin Duży – wieś w Polsce, położona w województwie lubelskim, w powiecie chełmskim, w gminie Chełm.
W latach 1975–1998 miejscowość administracyjnie należała do województwa chełmskiego. We wsi znajduje się kaplica, zespół szkół, biblioteka, remiza oraz dwa ośrodki rekreacyjno-wypoczynkowe. 
Wieś stanowi sołectwo gminy Chełm. Według Narodowego Spisu Powszechnego (III 2011 r.) liczyła 571 mieszkańców i była piątą co do wielkości miejscowością gminy Chełm.
Wierni Kościoła rzymskokatolickiego należą do parafii Miłosierdzia Bożego w Chełmie.

## Historia
Wieś powstała w roku 1921 z podziału historycznej wsi Strupin (w roku 1505 Strupyn). Powstały wówczas wsie Strupin Mały, Strupin Łanowy i Strupin Duży. Według Słownika geograficznego Królestwa Polskiego w wieku XIX - Strupin wieś w powiecie chełmskim, gminie Krzywiczki i parafii Chełm. Z połączenia kilku osad włościańskich w roku 1886 powstał tu folwark włościański mający 146 mórg. Według spisu z 1827 roku było tu 35 domów i 171 mieszkańców.
W 1921 roku Strupin Duży liczył 435 mieszkańców, w tym 343 Polaków i 91 Ukraińców (Rusinów). 319 mieszkańców wsi wyznawało rzymski katolicyzm, a 115 prawosławie.

## Osoby związane ze Strupinem Dużym
- Paulina Hołysz (1892–1975) – poetka i pieśniarka ludowa. Jej postać została upamiętniona ławeczką, która znajduje się nieopodal lokalnej świetlicy.
- Wiktor Karamać (6 marca 1909–16 grudnia 1988) pseudonim „Kabel” – cichociemny, kurier Delegatury Rządu na Kraj
- Tadeusz Skóra (1928–2014) – polityk i sędzia, wiceminister sprawiedliwości od 15 marca 1972 do 16 czerwca 1989.
- Stanisław Betiuk (ur. 8 maja 1917) – polski rolnik, „Sprawiedliwy wśród Narodów Świata”.